# Surnuvuono
Surnuvuono är en vik i Finland. Den är en del av sjön Enare träsk och ligger i Enare kommun i landskapet Lappland, i den norra delen av landet, 1 000 km norr om huvudstaden Helsingfors.